# Egidio Nkaijanabwo
Egidio Nkaijanabwo (* 29. August 1935 in Rugazi) ist emeritierter Bischof von Kasese.

## Leben
Egidio Nkaijanabwo empfing am 28. Mai 1961 die Priesterweihe.
Papst Johannes Paul II. ernannte ihn am 6. März 1989 zum Bischof von Kasese. Die Bischofsweihe spendete ihm der Erzbischof von Kampala, Emmanuel Kiwanuka Kardinal Nsubuga, am 17. Juni desselben Jahres; Mitkonsekratoren waren Serapio Bwemi Magambo, Bischof von Fort Portal, und John Baptist Kakubi, Bischof von Mbarara.
Papst Franziskus nahm am 15. April 2014 seinen altersbedingten Rücktritt an.